# John Walker (lekkoatleta)
John George Walker, CBE, (ur. 12 stycznia 1952 w Papakura) – nowozelandzki lekkoatleta średniodystansowiec, mistrz olimpijski. 
Rozpoczął międzynarodową karierę w 1974, kiedy zajął 2. miejsce w biegu na 1500 metrów za Filbertem Bayi na Igrzyskach Brytyjskiej Wspólnoty Narodów w Christchurch. Na tych samych igrzyskach Walker zdobył brązowy medal w biegu na 800 metrów z czasem 1.44,92, który pozostał jego rekordem życiowym.
12 sierpnia 1975 w Göteborgu Walker ustanowił rekord świata w biegu na milę wynikiem 3:49,4, stając się tym samym pierwszym człowiekiem, który przebiegł ten dystans poniżej 3 minut i 50 sekund. Rekord Walkera został poprawiony w 1979 przez Sebastiana Coe. Walker został Lekkoatletą Roku Track & Field w 1975.
30 czerwca 1976 w Oslo poprawił rekord świata w biegu na 2000 metrów osiągając czas 4:51,4. Na igrzyskach olimpijskich w 1976 w Montrealu zdobył złoty medal w biegu na 1500 metrów przed Ivo Van Damme z Belgii. Na 800 metrów odpadł w przedbiegach.
W 1979 poprawił halowy rekord świata na 1500 m wynikiem 3:37,4. W 1982 w Oslo ustanowił aktualny rekord Nowej Zelandii na 1 milę 3:49,08 (wygrał Amerykanin Steve Scott z czasem 3:47,69). W tym samym roku zdobył srebrny medal na 1500 m podczas Igrzysk Wspólnoty Narodów w Brisbane (zwyciężył Steve Cram z Anglii). Wziął udział w igrzyskach olimpijskich w 1984 w Los Angeles, gdzie zajął 8. miejsce w biegu na 5000 metrów.
Jako pierwszy człowiek na świecie ponad 100 razy przebiegł dystans 1 mili poniżej 4 minut. W 1996 ogłosił, że cierpi na chorobę Parkinsona. Obecnie prowadzi sklep z artykułami jeździeckimi w Auckland.

## Rekordy życiowe (stadion)
| Dystans             | Czas     | Rok  |
| ------------------- | -------- | ---- |
| bieg na 800 metrów  | 1:44,92  | 1974 |
| bieg na 1000 metrów | 2:16,6   | 1980 |
| bieg na 1500 metrów | 3:32,4   | 1975 |
| bieg na milę        | 3:49,08  | 1982 |
| bieg na 2000 metrów | 4:51,4   | 1976 |
| bieg na 3000 metrów | 7:37,49  | 1982 |
| bieg na 5000 metrów | 13:19,28 | 1986 |